# 赤斤蒙古卫

明朝关西八卫

赤斤蒙古卫，简称赤斤卫，又作赤金卫，中国明代在嘉峪关以西所置羈縻卫，关西八卫（因沙州卫与罕东左卫相继设于同一地区，故又称关西七卫）之一。朝廷冊封當地酋長為名義上的官員（类似于土司），管理当地各部族，其首領大多為蒙古族世襲領袖。
明永乐二年（1404年）元故丞相苦术之子塔力尼投降明朝，以其所部在赤斤站设置赤斤蒙古千户所，在今甘肃省玉门市西北赤金堡。永乐八年（1410年）升为赤斤卫，正德年间被吐鲁番汗国所破，当地人内徙肃州（今酒泉市）的南山，赤斤城空，卫废。
清朝曾短暂复设。康熙五十七年（1718年），恢复赤金卫，雍正年间改为赤金所。乾隆初年恢复为赤金卫，乾隆二十四年（1759年），并入玉门县。

### 文献
- 《明史·西域传》

## 延伸阅读
[在维基数据编辑]
 《明史卷三百三十》，出自《明史》